# 班達楠榜
班達楠榜（直译：漂浮的港口）又譯為楠榜港，是印度尼西亞楠榜省的省會及最大城市，為蘇門答臘島上的第四大城市，以前是从爪哇进入苏门答腊的主要港口。
班達楠榜是由丹戎加冷（Tanjungkarang）和直落勿洞（Telukbetung）於1983年合併成一個城市，天主教丹戎加蘭教區設在此地。
从这里出发可以去访问喀拉喀托火山，郊区有外港巴斯国家公园的象训练基地，可以骑象和欣赏大象踢足球。

## 友好城市
- 印度尼西亞北干巴魯
- 马来西亚怡保
- 斯普利特